# Rossweisse
Rossweisse (ロスヴァイセ Rosuvaise?) es una de las tantas protagonistas de las Novelas Ligeras High School DxD. Una ex guardaespaldas de Odín, es ahora profesora en la Academia Kuoh. Anteriormente la segunda Torre de Rias, actualmente única torre de Issei.

## Apariencia
Rossweisse es una joven con un largo cabello blanco plateado y ojos azules. Su traje normalmente es el set de armadura de Valquiria, que consiste en un pectoral blanco con detalles en dorado y azul claro y manoplas sin dedos a juego, botas, protectores de cadera y clips para el cabello en forma de alas. Ella también lleva un maillot negro debajo de su pectoral, medias negras hasta el muslo y una envoltura de tela azul pálido debajo de los protectores de la cadera, todo lo cual está revestido con cordones rosas.
Para su puesto de profesora en la Academia Kuoh, ella lleva un traje formal con falda.

## Personalidad
Rossweisse es una persona muy seria. Ella tiene una tendencia a comprar cosas en las ventas cuando son baratas, lo que hace que Issei la llame "Valquiria de Tienda de 100-Yen". Ella es extremadamente amargada a causa de no tener un novio y se enoja cuando se burlan de eso. A pesar de que es muy seria, es altamente susceptible al alcohol y una sola copa la deja ebria y hace que vomite por un largo periodo de tiempo. En el Volumen 12, ella se interesa en Issei.

## Historia
No mucho se conoce acerca del pasado de Rossweisse, que no sea el hecho que en algún momento antes de que comenzara la historia de la serie fue nombrada guardaespaldas de Odín. Durante su tiempo con Odín, Rossweisse era básicamente una empleada doméstica para él, cuidando de él durante sus viajes a pesar de su bajo salario y era maltratada por sus compañeros quienes la llamaban la "sirvienta" de Odín.

## Argumento

### El Nacimiento del Dragón Emperador de los Pechos
Rossweisse hace su primera aparición en el Volumen 5 como guardaespaldas de Odín, recordándole su estatus y diciéndole que no mirara lascivamente a Serafall Leviathan. Le responde burlándose de ella por no haber tenido novio nunca.

### El Heroico Oppai Dragon
Después reaparece en el Volumen 7 durante la cita de Issei y Akeno, regañándolos por estar en un motel y les dice que los estudiantes de secundaria deben quedarse en casa estudiando. Luego acompañó a Odín a la residencia Hyōdō, lo regaña por mirar lascivamente los pechos de Rias y de Akeno antes de presentarse al Club de Investigación de lo Oculto y se avergonzó cuando Odín añadió que ella nunca había tenido novio. Después ayuda en la batalla en contra de Loki y de Fenrir sellando a Loki con sus hechizos. Poco después de eso Odín la despide y la abandona a su suerte. Fue convencida por Rias para que se convierta en su sirviente, al ver todos los beneficios que puede obtener al convertirse en un demonio y el tener un trabajo estable como profesora en la academia Kuoh.
En el Volumen 9, acompaña a los estudiantes de segundo año a Kioto. Cuando Issei intento espiar a las chicas, Rossweisse intento detenerlo pero se convirtió en otra víctima del Dress Break de Issei, para gran horror por el hecho de que su jersey (que fue comprado bajo descuento) se echó a perder. Cuando Issei ve a Azazel bebiendo en la mañana le dice que eso no es bueno para la salud, Rossweisse está totalmente de acuerdo y le da toda una conferencia pero fue interrumpida cuando Azazel se empieza a burlar de ella por nunca haber tenido novio. Enfurecida por eso, ella le arrebata todo su alcohol y todas sus bebidas, bebiéndoselas ella misma. Esta acción, sin embargo, indirectamente causaría su pérdida cuando luchó contra Heracles.
En el Volumen 10, Ella y Koneko enfrentan a Misteeta Sabnock y Gandoma Balam en el Rating Game entre sus maestros, ganando el combate. Ella, Zenovia y Yūto luego enfrentan a Sairaorg Bael pero pierden contra él.
En el Volumen 11, Rossweissei regresa a Asgard para entrenar después de su derrota en Kioto en contra de Sairaorg pero le recordó a Issei su periodo de prueba antes de irse. En el Volumen 12, regresa después de haber aprendido diversas magias defensivas que le permiten defenderse de ataques 10 veces más poderosos que el Balance Breaker de Heracles. También le dice a Rias y a sus compañeros sobre los rumores que se escuchan en su tierra natal con respecto a los vampiros, que una casa noble vampírica ha capturado a un poseedor de un Longinus que les da una gran ventaja en las guerras entre vampiros. Después de que Issei supera con éxito su examen de promoción a demonio de Clase Media, Rossweisse al igual que el resto de los miembros del Club de Investigación de lo Oculto, decidió tener una cita con Issei.

## Poderes y Habilidades
Rossweisse es altamente eficiente en el uso de la magia nórdica, que se especializa en ataques de largo alcance y bombardeo. Al regresar de su entrenamiento en el Valhalla en el Volumen 12, empieza a usar hechizos defensivos que son lo suficientemente fuertes como para bloquear Balance Breakers.

## Relaciones

### Club de Investigación de lo Oculto
Issei Hyōdō
Rossweisse es parte de los sirvientes de Rias y no estaba interesada en él pero en el Volumen 12 después de que se convirtiera en el héroe del Inframundo, ella desea tener una cita con Issei. Podría ser una posible candidata para el harem de Issei. También le dijo que quiere tener muchas citas con él en el futuro debido a que está muy interesada en Issei.

### Asgard
Odín
Ella estaba trabajando con Odín como su guardaespaldas y tenía que detenerlo en varias ocasiones por su comportamiento lascivo hacia las mujeres que conocía, pero más tarde fue despedida por él y desde entonces no se lleva bien con él.
- Datos: Q6112663